# إيسلمي

موقع إيسـَلمي.

شعار إيسلمي.

إيسـَلمي (بالفنلندية: Iisalmi) مدينة فنلندية. تقع في إقليم سافو الشمالية. يبلغ عدد قاطنيها 22.095 ساكن، ويغطي نطاقها البلدي مساحة قدرها 872,13 كيلومتر مربع منها 109,22 ماء. وتبلغ الكثافة السكانية 28,96 نسمة في كيلومتر مربع.
البلدية أحادية اللغة وهي الفنلندية.

## توأمة
لإيسلمي اتفاقيات توأمة مع كل من:
- لونبورغ
- فورو
- نيشوبينغ
- Guldborgsund Municipality [الإنجليزية]‏

## أعلام
- إدفين لايني
- ماوري سارافينيو
- تيوفو لانسيفوري